# Kabakova
Kabakova (en rus: Кабакова) és un poble de l'óblast de Sverdlovsk, a Rússia, segons el cens del 2010 tenia 146 habitants.